# Суша (община Иг)
Вижте пояснителната страница за други значения на Суша.
Суша (на словенски: Suša) е село в Словения, регион Средна Словения, община Иг. Според Националната статистическа служба на Република Словения през 2015 г. селото има 27 жители.